# Kawaguchi
Kawaguchi (jap. 川口市 Kawaguchi-shi) – miasto w Japonii (Honsiu), w prefekturze Saitama. Ma powierzchnię 61,95 km². W 2020 r. mieszkało w nim 594 461 osób, w 265 961 gospodarstwach domowych . W 2010 r. miało 500 311 mieszkańców w 210 179 gospodarstwach domowych), a wraz z miastem Hatogaya (włączonym do miasta Kawaguchi 11-10-2011) 561 211 mieszkańców, w 234 791 gospodarstwach domowych.
W mieście rozwinął się przemysł maszynowy, metalowy, elektrotechniczny, włókienniczy, chemiczny oraz hutniczy.